# كاثي واين
كاثي واين (بالإنجليزية: Cathy Wayne)‏ هي مغنية أسترالية، ولدت في 7 ديسمبر 1949 في Arncliffe, New South Wales ‏ في أستراليا، وتوفيت في 20 يوليو 1969 في دا نانغ في فيتنام.

## وصلات خارجية
- كاثي واين على موقع IMDb (الإنجليزية)
- كاثي واين على موقع ميوزك برينز (الإنجليزية)